# Thuộc địa hoá Sao Hỏa

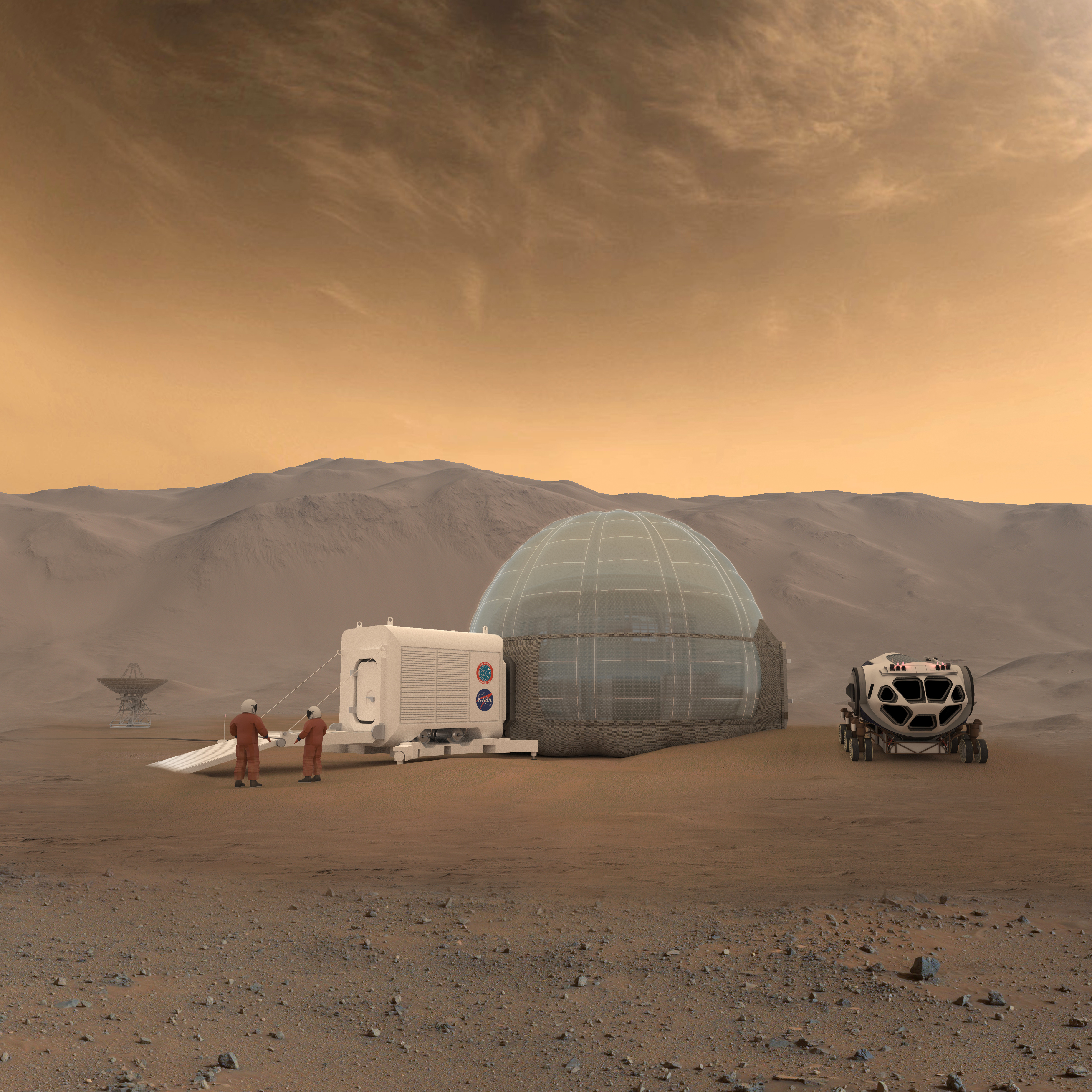
Tranh minh họa về môi trường sống trên Sao Hỏa

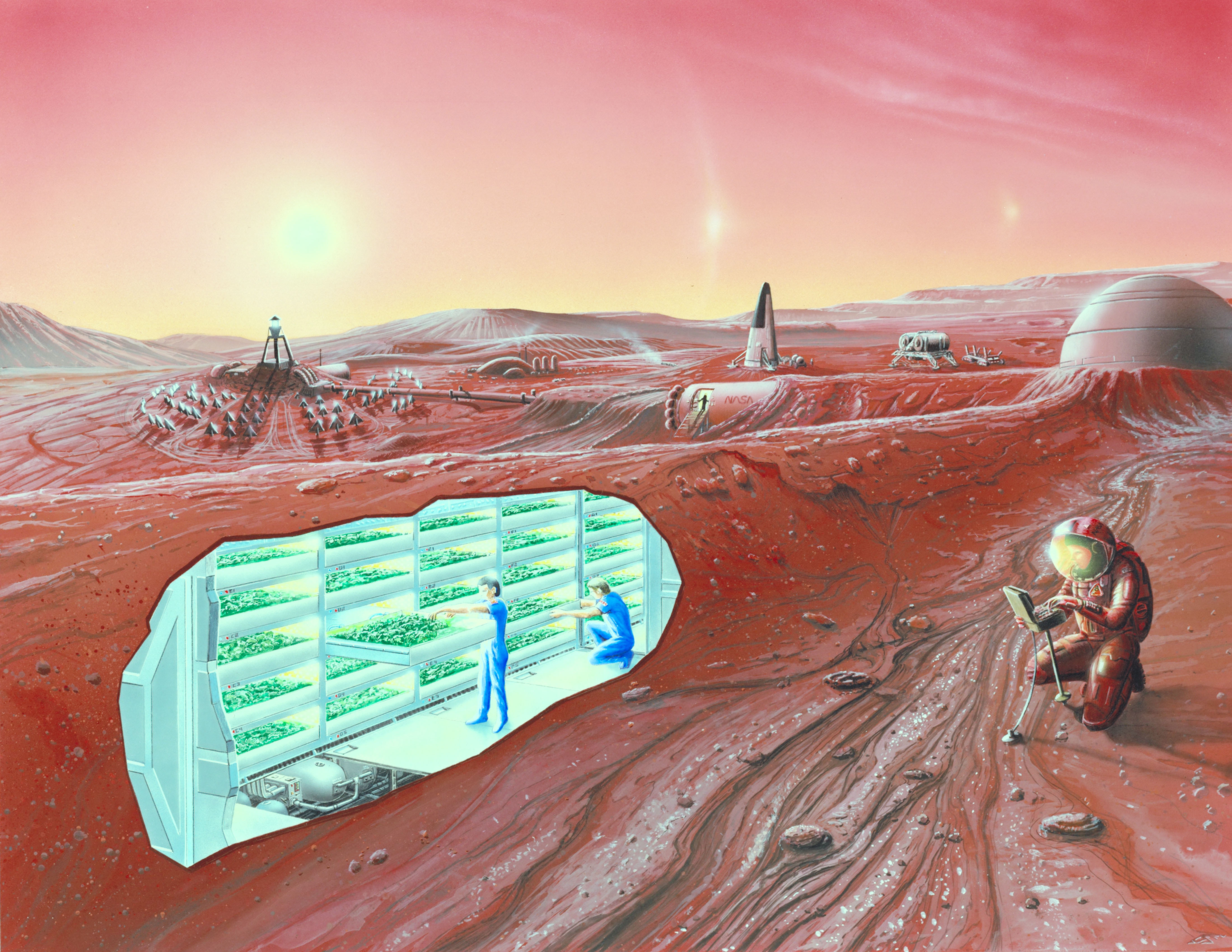
Minh họa khác về thám hiểm sao Hỏa, nuôi cấy cây trồng bên dưới mặt đất

Thuộc địa hoá Sao Hoả là quá trình khai thác tài nguyên và lãnh thổ Sao Hoả và có thể cho phép con người định cư trên Sao Hoả. Điều kiện sinh học và sự tồn tại của nước trong quá khứ khiến Sao Hỏa trở thành hành tinh được tranh luận nhiều về khả năng sinh sống cho con người trong Hệ Mặt Trời, bên cạnh Trái Đất.